# مراقبة جوية

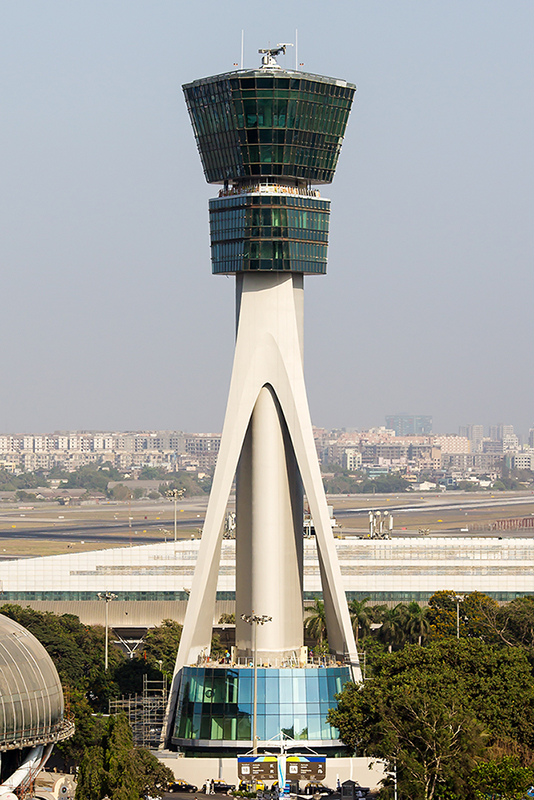
برج المراقبة الجوية في مطار تشاتراباتي شيفاجي الدولي في مومباي، الهند.

المراقبة الجوية هي تنظيم حركة الطائرات في التنقل والحركة، والسير متجاورين أو متعامدين فيما بينهما بمسافة قد تبعد بكثير أو تقترب بدرجة متقاربة بقليل دون أن تلامس بعضها، إلاّ من خلال ذلك الاقتراب الجغرافي في حدود الزمان والمكان، وامداد يد العون والمساعدة في حالات الطوارئ بمساندة الجهات المعنية. إن الحركة الملاحية لم تكن في بدايات عهد الطيران بكثافة ما نشهده اليوم من ازدحام في الأجواء، فقد كانت وقتها إجراءات عمليات الطيران تتم من قبل قائد الطائرة والمتنبئ بالأحوال الجوية، ولكن مع تطور السفر جواً في بداية العشرينات برزت الحاجة ملحة إلى تنظيم تلك الحركة الجوية من قبل جهة موحدة؛ مما استدعى التفكير في مهنة «المراقبة الجوية»، والتي بدأ معها ظهور كادر لا يقل عن الطيارين أهمية، وهم «المراقبون الجويون» والذين يقع على عاتقهم تنظيم حركة الطائرات على الأرض وفي السماء لمنع حدوث أي تصادم. وقد تم تحديد يوم 20 أكتوبر اليوم العالمي للمراقب الجوي

## أقسام المراقبة الجوية
تنقسم المراقبة الجوية إلى خمسة أقسام وهي:-
1. مراقب الانطلاق Delivery control (DEL).
2. مراقب الأرضية Ground control (GND)
3.برج المراقبة Aerodrome control tower
4. مراقبة الاقتراب Approach control unit
5. مراقبة المنطقة Area control center
مراقب الانطلاق Delivery control (DEL)
يوجد هذا المراقب فقط قي المطارات الكبيرة وكثيرة الحركة. حيث يقوم بإعطاء الموافقة بالانطلاق 
للطائرات المتوقفة بالمطار. سواء اكانت بالبوابات أو اماكن التوقف. حيث يحدد لها رقم المدرج قيد 
الخدمة، إجراءات الإقلاع المعيارية SID's - إذا توفرت -و مستوى الطيران المبدئى.
مراقب الأرضية Ground control (GND)
يوجد هذا المراقب فقط في المطارات الكبيرة وكثيرة الحركة.حيث يقوم بمراقبة ومتابعة الطائرات المتحركة
على الممرات Taxiways ، واعطائها التراخيص بالتحرك. تبدأ صلاحيات المراقب الأرضي من البوابات إلى غاية
نقاط التوقف Holding point للمدرج. في حالة عدم وجود مراقب الأرضية يحل محله برج المراقبة.
برج المراقبة (Aerodrome control tower)(TWR)
مراقب البرج هو الذي يتحكم في حركة الطائرات على أرض المطار بسلام وإعطاء الإذن بالإقلاع والهبوط في دائرة من 5 إلى 10 أميال وارتفاع من الأرض إلى 5000 قدم حول المطار.
مراقبة الاقتراب (Approach control unit)(APP)
مراقب الاقتراب يتحكم في الطائرات القادمة والمغادرة من وإلى المطار من حيث توجيه الطائرات إلى مساراتها من وإلى مدرج الهبوط بسلام ويكون التحكم بالطائرات في دائرة قطرها من 25 إلى 60 ميلا حول المطار بارتفاع محدد من 5000 قدم إلى 15000 قدم. كما يحدد للطائرات القادمة جراءات الهبوط المعيارية STAR's - إذا توفرت -.
مراقبة المنطقة (Area Control Center) (ACC)
مراقب المنطقة يتحكم في التوجيه النهائي بالنسبة إلى الطائرات المغادرة ويقوم أيضا بتحويل المسئولية إلى المنطقة المجاورة كما يستقبل الطائرات القادمة ويحولها إلى مراقب الاقتراب مع العلم أنه لنقل مسئولية الطائرات من مراقب إلى اخر أو من وحدة مراقبة إلى أخرى أنظمة وقوانين لابد من اتباعها.
الأهداف الأساسية للمراقبة الجوية 
وهى إدارة الحركة الجوية بغرض:
• منع الحوادث بين (الطائرات والأخرى – بين الطائرات والعوائق الجوية).	
•تسهيل الحركة الجوية.
•تحقيق عامل الأمان بين الطائرات.
•الإشراف والمسئولية على جميع نواحي المطار من إنارة وإسعاف وإطفاء.
•إعطاء أي معلومات تحذيرية قد تتعرض لها الطائرة.
• منع التصادم بين الطائرات على أرض المطار وتوجيه الطائرات من وإلى المدرجات والمواقف.
• المحافظة على حركة الطائرات بشكل سريع ومنتظم وآمن.
• توفير المعلومات اللازمة للطائرات على الأرض وفي الجو لتوفير رحلة آمنة وذات كفاءة عالية.
• إبلاغ الجهات اللازمة في حال احتياج الطائرة إلى فرق البحث والإنقاذ أو في حال الحوادث لا قدر الله.

## خدمات الحركة الجوية
تنقسم خدمات الحركة الجوية إلى ثلاثة أقسام رئيسية وهي:
• خدمة مراقبة الحركة الجوية (الموضحه أعلاه (ATS)
• خدمة معلومات الطيران (FIS).
• خدمة التنبيه أو البحث والإنقاذ (ALR.S).
لكي يتمكن المراقب الجوي من القيام بوظيفته بشكل متكامل لا بد من الاستعانة بأحد مدخلي معلومات الطيران (Flight Data) وهم القائمون على إدخال بيانات الطائرة (اسم الطائرة ونوعها وموعد ومطار الإقلاع والهبوط والطريق الجوي الذي ستتخذه الطائرة وعدد الركاب وكمية الوقود وغير ذلك) عن طريق التنسيق مع شركة الطيران والمرحلين الجويين عن طريق شبكة موجودة في المطار تسمى (AFTN automatic fixed telecommunication network) فهذه الوظيفة ليست وظيفة سهلة حيث إنها تتطلب الدقة والمراجعة قبل إرسال أي معلومة لأنها لا تحتمل الخطأ.

## تحويل التحكم (Transfer of Control)
هنالك عوامل لتحويل التحكم وهي:
المحول والمستقبل وطريقة التحويل المتعارف عليها من مراقب لآخر أو من وحدة مراقبة لأخرى وتكون واضحة بالنسبة للطيار ومن الممكن أن تتغير من مراقب لآخر أو من وحدة لآخرى.

## قوانين وأنظمة عالمية وقياسية
للعمل في مجال الطيران والمناطق البالغة الحساسية لا بد من العمل فيها بشكل جدي والاتزام بالقوانين واللغة الخاصة بالطيران، بحيث لايكون هناك مجال للخطأ أو سوء الفهم بين الطيار والمراقب الجوي لتوفير مجال جوي آمن وخال من المشاكل والحوادث إن شاء الله.

## وصلات خارجية
- فيديو توضيحي على يوتيوب
- فيديو توضيحي على يوتيوب
- فيديو توضيحي على يوتيوب